# Цернина
Цернина (на словашки: Cernina) е село в северноизточна Словакия, в Прешовски край, в окръг Свидник. Според Статистическа служба на Словашката република към 31 декември 2024 г. селото има 573 жители.
Разположено е на 326 m надморска височина, на 15 km западно от Свидник. Площта му е 13,1 km². Кметът на селото е Хелена Мадзинова.